# Zvídavost
Zvídavost je vlastnost úzce související s myšlením, při které jedinec touží po hlubším poznání daného tématu. Existuje v souvislosti s učením a vzděláním, což jsou procesy, které zvídavost prohlubují, ale zároveň naplňují. Zvídavost je klíčová pro lidský rozvoj, protože člověku umožňuje získávat nové poznatky, pochopit komplexnější procesy a získávat nové a rozvíjet stávající dovednosti a schopnosti. Je tedy zcela zásadní pro rozvoj vědy nebo jazyka, ale i celé řady dalších oblastí. U lidí se vyskytuje v každém věku, od dětství až po stáří.
Zvídavost je v zásadě evoluční adaptací, která je založena na schopnosti konkrétního organismu učit se něčemu novému; bez splnění této podmínky nemůže být podstata zvídavosti naplněna. Zvídavost jako taková se zdaleka nevztahuje jen k člověku; existuje celá řada zvířat, které jsou pro svou zvídavost typické, jako například ptáci z čeledi krkavcovití, hominoidi, hlodavci, ale také kočky, chobotnice, delfíni, sloni, krysy, včely nebo housenky. Tato zvířata svou zvídavost využívají k získání nových informací a tedy snazší adaptaci na nové prostředí. Pokud dosáhne zvídavost mimořádně silné podoby, lze pak hovořit o neofilii, tj. o touze neustále vyhledávat nové věci a zážitky a ty staré považovat za zcela zastaralé a nezajímavé. Opakem neofilie je pak neofobie, tj, strach z nových věcí, který je u zvířat poměrně běžný.
Podle některých studií je zvídavost pro člověka dlouhodobě prospěšná a může jej činit šťastnějším, tvořivějším a zdravějším.